# Sånggruppen EBBA
EBBA var en svensk sånggrupp som bildades 1972 av Lasse Bagge under namnet Bagge & Sons Ltd.  Lasse Bagge bildade denna nya grupp efter att hans grupp Gals and Pals hade slutat ett antal år tidigare. Förebild för gruppen var framför allt den amerikanska sånggruppen The Axidentals.
Sättningen var två damer och två herrar och bestod av Lena Ericsson, sopran, Kerstin Bagge, alt, Lasse Bagge, tenor och Bosse Andersson, bas. Repetitionsarbetet började redan 1972 och premiären i Stockholm begicks 1974 på restaurang Cosmo i Sverigehuset vid Kungsträdgården i Stockholm. Kompet bestod av Berndt Egerbladh, piano, Sture Nordin, bas och Uffe Söderholm, trummor. Showen hade ett blandat material med influenser från The Axidentals och den amerikanska singer-songwritern Blossom Dearie. Samma år medverkade EBBA i ett antal TV-produktioner – Det handlar om musik - tillsammans med Tommy Körberg, Svante Thuresson och Ted Åström.
1975 medverkade EBBA vid Sveriges Radios 50-årsfirande i Motala – en direktsändning med Hasse & Tage, delar av Mosebacke Monarki, Tommy Körberg, Monica Dominique och Carl-Axel Dominique med flera. Programmet finns dokumenterat på cd från Svenska Ljud. Under våren 1975 gjorde EBBA en sjuveckors konsertturné i Sovjetunionen tillsammans med Knud Jørgensen, piano, Sture Åkerberg, bas och Johan Dielemans, trummor.
Under 1976 medverkade EBBA i Hasse & Tages revy Svea Hund på Göta Lejon. Det var inför denna revy som Hasse Alfredson döpte om Bagge & Sons Ltd till EBBA eftersom initialerna i gruppmedlemmarnas efternamn då bildade just det namnet och som då anspelade på popgruppen Abba. En klassiker från denna revy är Nu vaknar naturen från Rosornas krig som Hasse & Tage skrivit till Hans Christian Lumbyes musik. EBBA var också med i ett TV-program inför julen 1977 med bland andra Olle Adolphson. Till detta tillfälle hade Bagge skrivit ett hopkok på julsånger.
Under de följande åren gjorde EBBA ett antal konserter och medverkade i ett antal olika TV-program. Bland annat sjöng man tillsammans med Tommy Körberg och Monica Dominique i TV-programmen Musik från Dalarö bland annat Vinter i skärgården med ny text av Beppe Wolgers samt Litet bo jag sätta vill. 1979 sjöng EBBA utom Lena Ericsson tillsammans med Pia Lang, Monica Dominique och Svante Thuresson i en temporär version av Gals & Pals på Beppe Wolgers show på Hamburger Börs.
Under de följande åren uppstod tanken på att uppliva gamla Gals & Pals och EBBA upplöstes och bildade 1982 tillsammans med Monica Dominique och Svante Thuresson Gals & Pals generation 2.

## Diskografi
- Öppen kanal eller stängd? (Svenska Ljud 1975, återutgiven på cd 1999)
- Various - Lösryckta Bitar - Från Gröna Hund till Under dubbelgöken (Svenska Ljud 1982)